# Fuegos artificiales (Boldini)
Fuegos artificiales o Fuegos de artificio es una pintura al óleo sobre lienzo de 200 × 99,5 cm del pintor italiano Giovanni Boldini fechada en 1892-1895. Se conserva en el Museo Giovanni Boldini de Ferrara, tras la adquisición de un conjunto de obras de la colección de la viuda Emilia Cardona en 1974.

## Descripción
Este imponente lienzo representa a tamaño natural a una mujer desconocida de grandes ojos oscuros y cabello negro recogido en un moño alto. Casi de frente, apenas sonriendo, con el rostro revitalizado por gruesos labios escarlata y mejillas sonrosadas, la fina figura femenina se destaca sobre un fondo oscuro neutro; vestida con un elegante vestido de noche de seda blanca cuyos tonos brillantes van del rosa al violeta, con los brazos cubiertos por los guantes largos y grandes mangas cortas abullonadas, adquiere la consistencia de una aparición etérea y concreta a la vez.

## Análisis
Realizado con toda probabilidad a principios de la década de 1890 y, por tanto, muy representativo de los retratos maduros de Boldini, Fuegos de artificio debe su título a las amplias pinceladas de color claro, verdaderos "golpes de sable" sorprendentes, que el pintor utiliza para desmaterializar el vestido de su modelo y envolver su silueta en una especie de halo vaporoso. La notable audacia del cromatismo y de la composición, combinada con un toque que aparece como el sello pictórico del artista y que parece rozar la abstracción, denota una libertad formal totalmente inusual para la época.
Esta desconocida de la alta sociedad, enmarcada por un brillo de satén blanco, sorprende por su expresiva suavidad; una imagen construida a través de pinceladas libres que asemejan cintas fluidas y una gama limitada de colores armonizados magistralmente sobre un fondo oscuro.